# 串

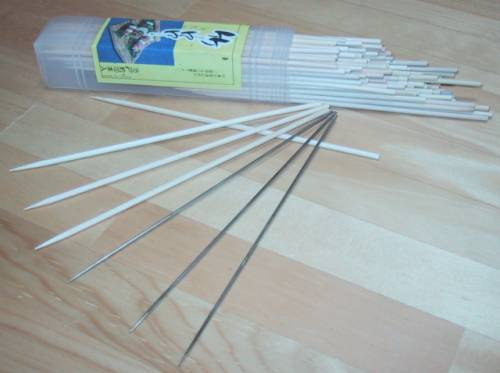
竹串と金串

串（くし、英語 skewer）は、細長い棒状もしくは剣状で、食品に刺すために用い、多くは一端を鋭く尖らせている調理器具。
長さ、太さ、形状は用途によってさまざまであるが、素材から分けた金串（かなぐし）と竹串（たけぐし）が代表的である。

## 用途

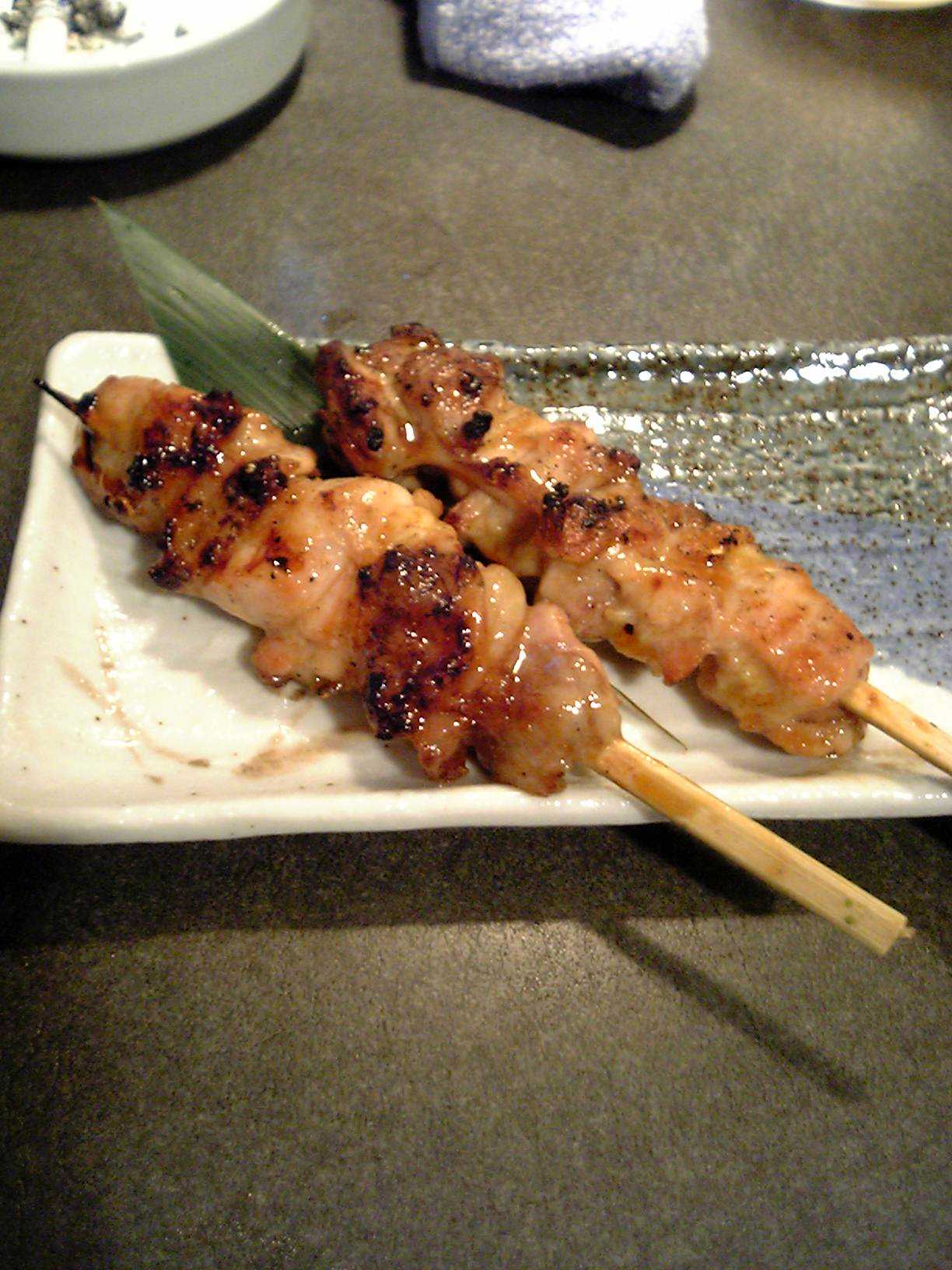
鶏肉を竹串に刺した料理（焼き鳥）

肉や野菜、魚介類などの食品が食べやすいように刺したり、それらを焼いたり揚げたりする際に用いられる場合が多い。代表的な用途として、蒲焼、焼き鳥、串カツ、串揚げ、味噌田楽、団子、焼き魚などがある。おでんやつみれなどの煮物では、加工後に串に刺されて出される物もある。たこ焼きも、古いかたちでは串に刺されて供されていた。また、目刺しや串柿など、吊るして乾燥しやすくするために刺すものもある。
食べ物に刺して持てるようにする場合でも、りんご飴のように重量があったり、綿飴（綿菓子）のように子供が食べることが多く、かつ、尖っていなくてよい場合は、串ではなく、割り箸が使われる場合がある。銀杏など、小さなものを刺す場合は、爪楊枝で代用されることもある。
他にも、茶碗蒸しやスポンジケーキなどの蒸し物やハンバーグなどの焼き物の火の通り具合を探るために、竹串を刺してみるなどの使い方がある。チャーシューなど、肉のかたまりになんども刺して穴を開け、たれの味をしみこみやすくするのに使われることもある。

## 名称
漢字の「串」は二つのものを串で刺した様子を示す象形文字。中国語では「チュアン chuàn」と読むが、串そのものではなく、串に刺したもの全体や、串に刺す動作や、串で穴を開ける動作などを意味する字で、器具としての串のことは「簽(籤) チエン qiān」と呼ぶ。中国の古語では「丳（チャン chǎn）」と呼ぶ。これも象形文字で、日本語の訓でも「くし」とする読みがある。
愛知県三河地方南部では、長くない竹串やアイスキャンディーの棒などを「ほせ」と呼ぶ。

## 串の分類

### 材質による分類
竹串（たけぐし）
タケを薄く割ってから、細く加工し、形を整え、先を削って作られる。
木串（きぐし）
ヒノキの端材などを薄く加工してから、細く加工し、先を削って作られる。
金串（かなぐし）
ステンレスの針金のような線材から加工するものが主。西洋料理のテーブルウエアとして用いるものは、剣の形に仕上げ、金輪や羽根などの装飾が付けられている場合もある。これらは一般にアットレーと呼ばれる。
プラ串（ぷらぐし）
ポリスチレンなどを射出成形して製造する。シシャモに通すものなど、ポリエチレンを押し出し成形したパイプ状のものもある。

### 形状による分類
丸串（まるぐし）
線状で、刺す部分の断面が丸いもの。
半丸串（はんまるぐし）
線状で、刺す部分の断面が半月形のもの。
角串（かくぐし）
線状で、刺す部分の断面が正方形に近い四角のもの。
平串（ひらぐし）
板状で、刺す部分の断面が扁平のもの。
鉄砲串（てっぽうぐし）
線状だが手で持つ部分のみを板状に残し、全体の形が火縄銃のようになっているもの。
簪串（かんざしぐし）
簪（かんざし）を模してつくられたもの。
松葉串（まつばぐし）
松葉やトングのように先が細くふたつに分かれているもの。
田楽串（でんがくぐし）
松葉串と同様に先が分かれているが、一般に松葉串よりも太く長いもの。

### 食材による分類
串焼きなどでは鶏串、豚串、レバー串のように食材を付けて種類を表す。

## 串打ち

### 金串を打つ方法
平串
魚の身をうねらせずに平行に串を打つ方法。切り身魚や小魚をきれいに焼くときに用いる。表身と裏身に3対2の割合の深さで串を刺し、串目は表に出ないようにする。つま折串（両つま折、片つま折）もおこなわれる。
踊り串
魚をその姿のまま波形にして串を打つ方法。裏になるほうの眼の下に串を刺し、中骨にそって尾まで縫うように、表に串目がでないように通し、尾が上になるように形を整える。海の魚に用いる。
扇串
複数の串を扇形に打つ方法。末広串ともいう。
登り串
川の魚に用いる。串の打ち方は踊り串とほぼ同じであるが、尾を跳ね上げるが、頭はあげない。
縫い串
イカのような、平たく、火を通すと反り返るものは、数本の串で縫うように刺す。裏側に添えの串を直角にもう1本、通して固定する。
のし串
エビの場合、尾または頭の付け根から腹側に串を1本、通し、まっすぐにして焼く。

### 機械
食材を串に刺すための自動串刺し機が作られている。はじめて「串刺し」を自動化したのは、神奈川県のコジマ技研工業有限会社である。

## 料理
焼き鳥、竹輪、きりたんぽ、五平餅、アイスキャンディー、スピットケーキ（バウムクーヘンなど）などが串を使って調理される。

## 食べ方
西洋の串焼き料理は例外なく食べる前に全ての食材を串から外して食べ始める。